# Angrimseröd
Angrimseröd är en bebyggelse norr om Svanesund på östra Orust i Långelanda socken i Orusts kommun. Från 2015 avgränsar SCB här en småort.